# Caorches-Saint-Nicolas
Caorches-Saint-Nicolas est une commune française située dans le département de l'Eure, en région Normandie.

## Géographie

### Localisation
Les communes limitrophes sont  Bernay, Grand-Camp, Plainville, Saint-Martin-du-Tilleul, Saint-Victor-de-Chrétienville et Treis-Sants-en-Ouche.
| Plainville                               | Saint-Martin-du-Tilleul, Bernay | Bernay |
| Plainville Saint-Victor-de-Chrétienville | Caorches-Saint-Nicolas          | Bernay |
| Grand-Camp                               | Grand-Camp                      | Bernay |

### Hydrographie
La commune est située dans le bassin Seine-Normandie. Elle est drainée par le Cosnier,.
Le Cosnier, d'une longueur de 13 km, prend sa source dans la commune de Saint-Aubin-du-Thenney et se jette  dans la Charentonne à Bernay, après avoir traversé quatre communes.

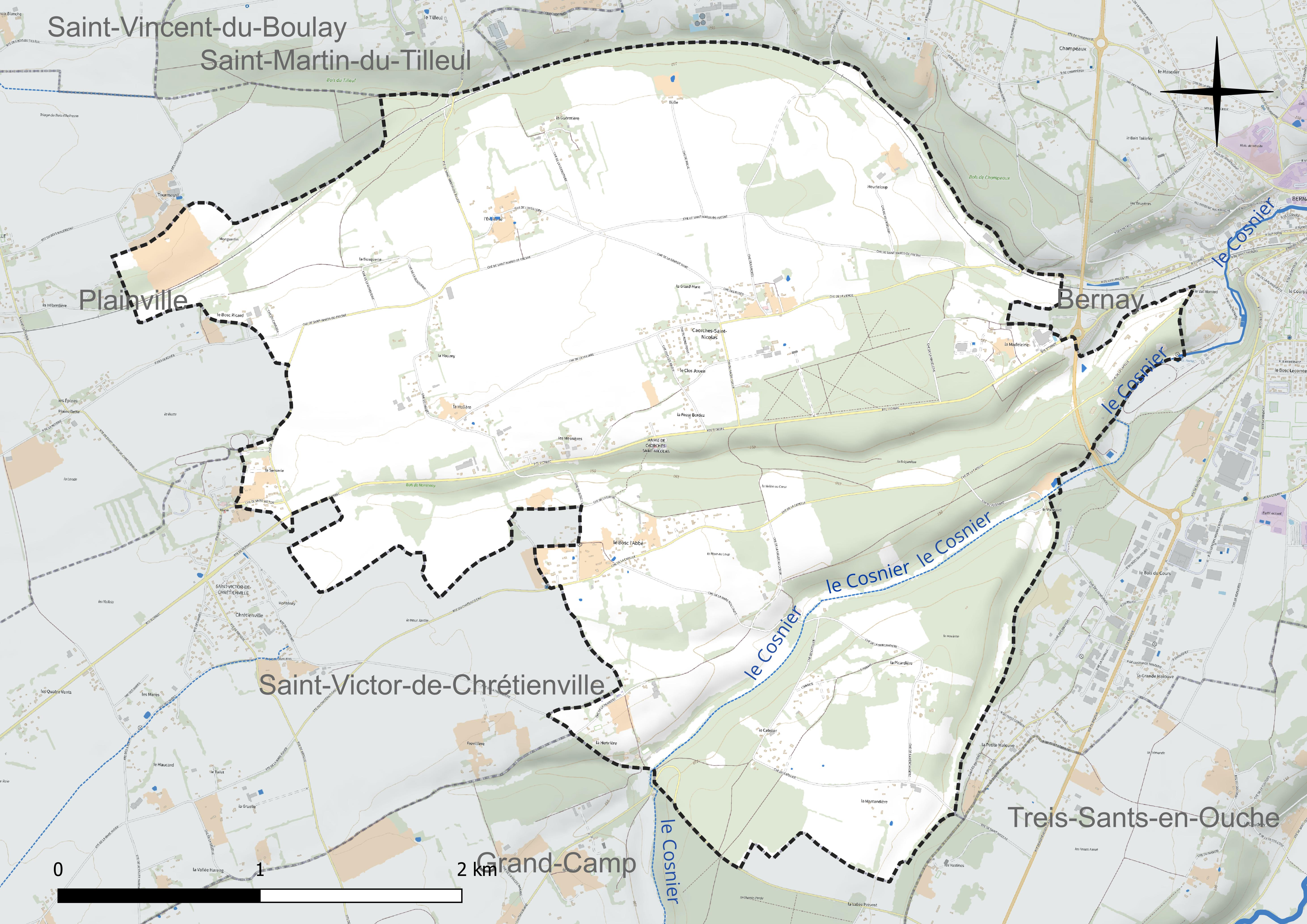
Réseau hydrographique de Caorches-Saint-Nicolas.

### Climat
Pour des articles plus généraux, voir Climat de la Normandie et Climat de l'Eure.
En 2010, le climat de la commune est de type climat océanique dégradé des plaines du Centre et du Nord, selon une étude du CNRS s'appuyant sur une série de données couvrant la période 1971-2000. En 2020, Météo-France publie une typologie des climats de la France métropolitaine dans laquelle la commune est exposée à un climat océanique et est dans la région climatique  Côtes de la Manche orientale, caractérisée par un faible ensoleillement (1 550 h/an) ; forte humidité de l’air (plus de 20 h/jour avec humidité relative > 80 % en hiver), vents forts fréquents. Parallèlement le GIEC normand, un groupe régional d’experts sur le climat, différencie quant à lui, dans une étude de 2020, trois grands types de climats pour la région Normandie, nuancés à une échelle plus fine par les facteurs géographiques locaux. La commune est, selon ce zonage, exposée à un « climat contrasté des collines », correspondant au Pays d’Auge, Lieuvin et Roumois, moins directement soumis aux flux océaniques et connaissant toutefois des précipitations assez marquées en raison des reliefs collinaires qui favorisent leur formation.
Pour la période 1971-2000, la température annuelle moyenne est de 10,1 °C, avec  une amplitude thermique annuelle de 13,9 °C. Le cumul annuel moyen de précipitations est de 814 mm, avec 12,5 jours de précipitations en janvier et 8,5 jours en juillet. Pour la période 1991-2020, la température moyenne annuelle observée sur la station météorologique la plus proche, située sur la commune de Bernay à 4 km à vol d'oiseau, est de 10,9 °C et le cumul annuel moyen de précipitations est de 666,9 mm,. Pour l'avenir, les paramètres climatiques de la commune estimés pour 2050 selon différents scénarios d’émission de gaz à effet de serre sont consultables sur un site dédié publié par Météo-France en novembre 2022.

## Urbanisme

### Typologie
Au 1er janvier 2024, Caorches-Saint-Nicolas est catégorisée commune rurale à habitat dispersé, selon la nouvelle grille communale de densité à 7 niveaux définie par l'Insee en 2022.
Elle est située hors unité urbaine. Par ailleurs la commune fait partie de l'aire d'attraction de Bernay, dont elle est une commune de la couronne,. Cette aire, qui regroupe 36 communes, est catégorisée dans les aires de moins de 50 000 habitants,.

### Occupation des sols
L'occupation des sols de la commune, telle qu'elle ressort de la base de données européenne d’occupation biophysique des sols Corine Land Cover (CLC), est marquée par l'importance des territoires agricoles (70,6 % en 2018), une proportion sensiblement équivalente à celle de 1990 (70 %). La répartition détaillée en 2018 est la suivante : 
terres arables (49,8 %), forêts (29,4 %), prairies (20,6 %), zones agricoles hétérogènes (0,2 %). L'évolution de l’occupation des sols de la commune et de ses infrastructures peut être observée sur les différentes représentations cartographiques du territoire : la carte de Cassini (XVIIIe siècle), la carte d'état-major (1820-1866) et les cartes ou photos aériennes de l'IGN pour la période actuelle (1950 à aujourd'hui).

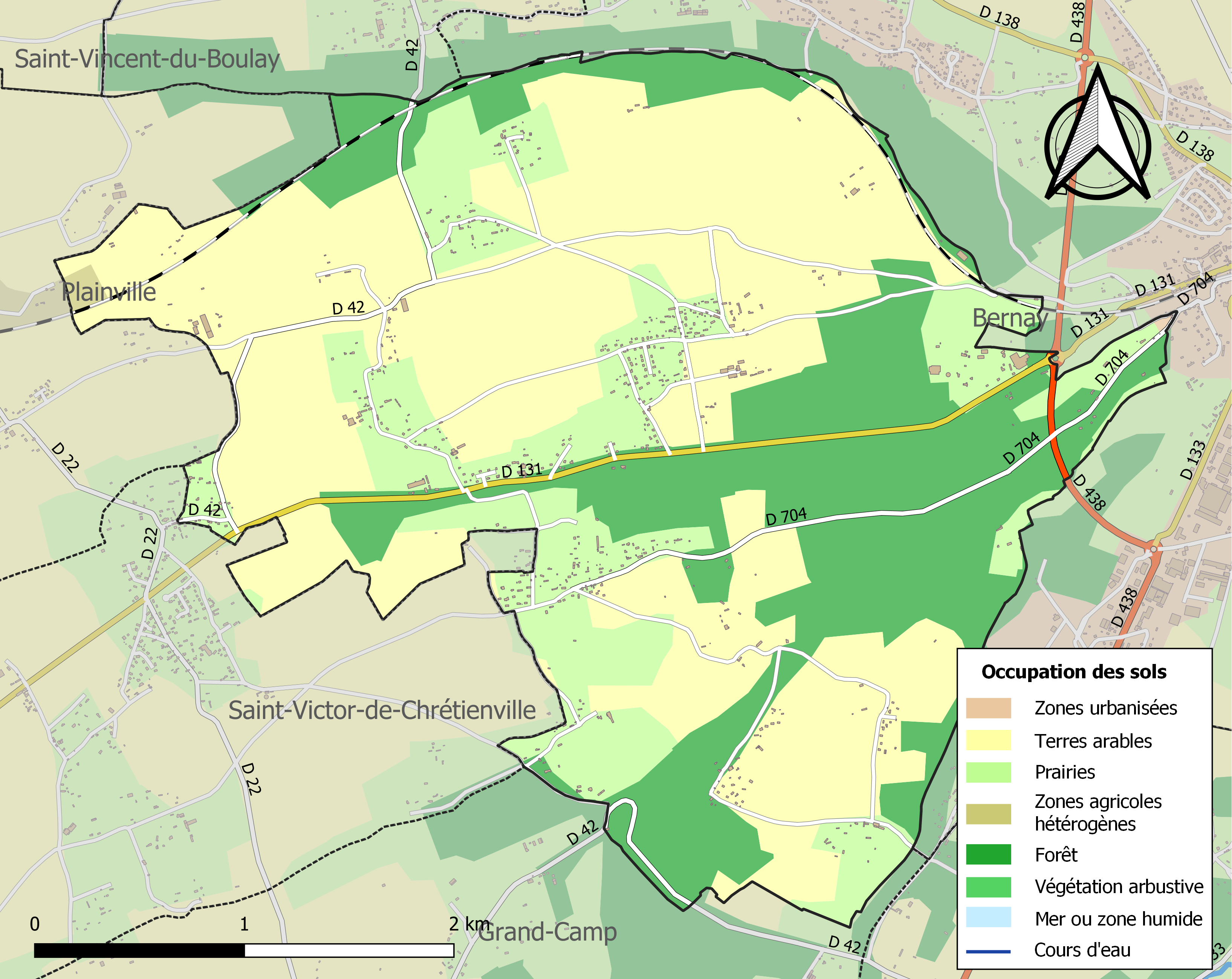
Carte des infrastructures et de l'occupation des sols de la commune en 2018 (CLC).

## Toponymie
Caorches, attesté sous les formes Katorcias vers 1000, Cadurges en 1025, Caorches en 1793, Caorches-Saint-Nicolas en 1972, évoquerait la présence d'une colonie de Cadurques (en latin Cadurci), un peuple de la gaule.
L'hagiotoponyme Saint-Nicolas est attesté sous la forme Sanctus Nicolaus de Bosco Abbatis en 1300 en référence à l'église du XIe siècle, de Saint-Nicolas-du-Bosc-l'Abbé.

## Histoire
L'ancienne paroisse Saint-Martin de Caorches eut successivement pour seigneurs et patrons des représentants de la famille éponyme au XIIe siècle, les Bulles (par la suite appelés Bures) en 1350-1419, les Le Héricy en 1454-1497, les Bernières de Vaux vers 1540, les d’Irlande en 1558-1580 au moins, les d’Escajeul vers 1593-1642, et parallèlement les du Bosc d’Esmandreville en 1616-1637 au moins.
Gentilhomme ordinaire de la chambre du Roi en 1609, chevalier de l’ordre du Roi, et maréchal des camps et armées du Roi en Normandie, André du Bosc était à la fois seigneur d’Esmandreville à Saint-Sever de Rouen, de Radepont en Vexin Normand, de Sourdeval en Cotentin, et seigneur et patron de Saint-Martin de Caorches et de Saint-Victor-de-Chrétienville, du chef de sa première femme Marguerite Deschamps († avant le 5 juillet 1628), qu’il avait épousée fin 1600. Il posséda Caorches en 1616-1625 au moins. Après sa mort, qui survint après 1637, ses filles Catherine du Bosc, mariée en 1632 à Louis de Guiry d’Aincourt, et Élisabeth du Bosc, épouse de Pierre de Lesnerac de Bouillon, vendirent d’un commun accord les fief, terre et seigneurie de Caorches à Adrien Ier Foucques (ca 1600-ap. 1665), écuyer, sieur de Beauchamp, conseiller du Roi, président en l’Élection de Bernay en 1629-1639, vicomte de Bernay en 1640, enquêteur et commissaire examinateur en la vicomté de Bernay pour le bailliage d’Évreux en 1638-1655, l’un des quatre membres fondateurs de la confrérie du Saint-Sacrement érigée le 10 janvier 1652 en la paroisse Sainte-Croix de Bernay, qui bénéficia de lettres de relief de dérogeance en 1638, fut maintenu noble le 19 décembre 1652 par la cour des Aides de Rouen, fut ensuite révoqué en sa noblesse en 1664, confirmé en juillet 1665  et enfin maintenu par arrêt du Conseil d’État rendu le 21 mai ou 9 juin 1666. Ses descendants possédèrent la seigneurie et le patronage de Caorches jusqu'à la Révolution.
Pour sa part, l’ancienne paroisse Saint-Nicolas-du-Bosc-l’Abbé appartenait, comme son nom l’indique, aux bénédictins de l’abbaye royale Notre-Dame de Bernay, qui en étaient seigneurs et patrons dès 1160.
Lors des Guerres de Religion, le clergé tant séculier que régulier se vit dans l’impossibilité de faire face aux exigences financières toujours plus grandes du roi Charles IX. Par édit du 17 mai 1563, ce dernier força donc l’Église de France à vendre, sans faculté de rachat, autant de biens qu’il serait nécessaire pour parvenir à rassembler la somme de cent mille livres de rente à valoir sur une subvention annuelle promise. Les transferts de propriétés foncières subséquents à cet édit constituèrent autant d’aubaines pour nombre de bourgeois enrichis, de robins, de hobereaux, voire de laboureurs enrichis. Ainsi, après que le bourg et l’abbaye de Bernay eussent été saccagés par les huguenots le 18 mars 1563, les bénédictins durent se dessaisir des domaines fieffé et non-fieffé de Saint-Nicolas du Bosc-l’Abbé, avec la ferme et le manoir attenants, par acte passé le 15 décembre 1563 et pour la somme de 3.075 livres. Issu d’une famille anglaise passée en Normandie lors de la Guerre de Cent Ans et qui dès 1558 possédait non seulement Caorches mais encore des terres à Saint-Nicolas, l’acquéreur était Louis Ier d’Irlande « l’Aisné » (ca 1530-ca 1583), écuyer, fils de Guillaume Ier, avocat en cour laie au parlement de Normandie à Rouen et bourgeois de Bernay, et de son épouse Alexis Le Gras. Au cours de cette même année 1563, Louis Ier d’Irlande réunit entre ses mains les fiefs d’Abenon près d’Orbec, du Bosc-le-Comte à Bernay, du Bosc-Raoul à Folleville, du Parc à Grand-Camp, et de Saint-Nicolas-du-Bosc-l’Abbé. Par ailleurs, lors du partage de la succession paternelle qui eut lieu le 16 juillet 1580, son frère puîné Pierre II d’Irlande, grenetier au grenier à sel de Bernay, reçut par non choix un lot constitué des fiefs de Caorches et de La Vallée-Hareng à Grand-Camp, ainsi que le colombier proche de La Couture de Bernay et « toutes les terres scituées et assises [...] à Sainct-Nicolas. »
Toutefois, peu après que l’abbaye de Bernay eût accueilli la réforme de Saint-Maur en 1627, les bénédictins rentrèrent en possession de Saint-Nicolas car, en 1634, dom Jean Marc, religieux profès, était receveur de cette seigneurie.
Le 31 août 1702, Jean-Baptiste Ier d’Irlande, prêtre, prit possession de la cure et s’installa au manoir presbytéral de Saint-Nicolas-du-Bosc-l’Abbé, après que son parent François Le PrÉvost de La MarcandiÈre eût résigné ce bénéfice en sa faveur le 4 janvier précédent. Encore mentionnés en 1740, la ferme et le manoir seigneurial de Saint-Nicolas furent finalement vendus comme bien national à la Révolution.
La nouvelle commune de Caorches-Saint-Nicolas fut constituée par la fusion, le 1er mars 1972, de Caorches et de Saint-Nicolas-du-Bosc-l'Abbé.

## Politique et administration
| Période                                  | Période  | Identité        | Étiquette | Qualité  |
| ---------------------------------------- | -------- | --------------- | --------- | -------- |
| 1965                                     | 1971     | Gilbert Rocfort |           |          |
| 1977                                     | 1989     | Andrée Wallart  |           |          |
| mars 1989                                | en cours | Jim Wallart     |           | Retraité |
| Les données manquantes sont à compléter. |          |                 |           |          |

| Période | Période | Identité   | Étiquette | Qualité |
| ------- | ------- | ---------- | --------- | ------- |
| 1965    | 1971    | Léon Petit |           |         |

## Démographie
L'évolution du nombre d'habitants est connue à travers les recensements de la population effectués dans la commune depuis 1793. Pour les communes de moins de 10 000 habitants, une enquête de recensement portant sur toute la population est réalisée tous les cinq ans, les populations de référence des années intermédiaires étant quant à elles estimées par interpolation ou extrapolation. Pour la commune, le premier recensement exhaustif entrant dans le cadre du nouveau dispositif a été réalisé en 2006.

En 2022, la commune comptait 603 habitants, en évolution de +3,08 % par rapport à 2016 (Eure : −0,25 %, France hors Mayotte : +2,11 %).
| 1793 | 1800 | 1806 | 1821 | 1831 | 1836 | 1841 | 1846 | 1851 |
| ---- | ---- | ---- | ---- | ---- | ---- | ---- | ---- | ---- |
| 268  | 252  | 251  | 252  | 247  | 215  | 205  | 256  | 225  |

| 1856 | 1861 | 1866 | 1872 | 1876 | 1881 | 1886 | 1891 | 1896 |
| ---- | ---- | ---- | ---- | ---- | ---- | ---- | ---- | ---- |
| 226  | 230  | 233  | 185  | 172  | 147  | 159  | 150  | 152  |

| 1901 | 1906 | 1911 | 1921 | 1926 | 1931 | 1936 | 1946 | 1954 |
| ---- | ---- | ---- | ---- | ---- | ---- | ---- | ---- | ---- |
| 162  | 146  | 168  | 155  | 144  | 152  | 138  | 145  | 157  |

| 1962 | 1968 | 1975 | 1982 | 1990 | 1999 | 2006 | 2011 | 2016 |
| ---- | ---- | ---- | ---- | ---- | ---- | ---- | ---- | ---- |
| 151  | 162  | 513  | 534  | 570  | 564  | 573  | 582  | 585  |

| 2021 | 2022 | - | - | - | - | - | - | - |
| ---- | ---- | - | - | - | - | - | - | - |
| 600  | 603  | - | - | - | - | - | - | - |

## Culture locale et patrimoine

### Lieux et monuments
Caorches-Saint-Nicolas compte sur son territoire plusieurs édifices inscrits à l'inventaire général du patrimoine culturel :
- L'ancienne église paroissiale Saint-Nicolas du Bosc-l'Abbé (XIe, XIIe, XVe et XVIIIe)[33] ;
- L'ancienne église paroissiale Saint-Martin de Caorches (XIIe, XVe et XVIIIe)[34] recèle notamment une intéressante litre funéraire peinte aux armoiries des Foucques[35] ;
- Les vestiges d'un château fort du XIIe siècle au lieu-dit "Bulle"[36], qui aurait été détruit par les Anglais en 1419 ;
- Le château de Caorches: édifiée entre 1640 et 1650 par Adrien Foucques, cette gentilhommière tire son charme tout particulier « de l'absence de toute ostentation, de l'équilibre de ses proportions et de la subtile harmonie de couleurs créée par la combinaison de l'enduit ocré des façades, des briques des encadrements et des tuiles du grand comble »[21]. Coiffé d'un grand comble à forte pente, le corps-de-logis principal fut alors flanqué de deux hautes cheminées latérales elles-mêmes ornées d'une assise de tuileaux disposés en motifs triangulaires et d'un réseau supérieur de croisillons tracé par des briques surcuites. Édifiée en assises alternées de vieilles briques et de pierres de taille, l'assez basse porte d'entrée de la façade Nord est sommée d'un cartouche chargé d'une inscription latine citant le Psaume 126-127 (« Nisi Dominus ædificaverit domum, in vanum laboraverunt qui ædificant eam » ou « Si le Seigneur ne bâtit la maison, ceux qui la bâtissent travaillent en vain »), lui-même surmonté des armoiries des Foucques, encore reconnaissables par l'affrontement quasi-fabuleux d'une cigogne et d'un lion, et timbrées d'un casque de chevalier taré de front, ouvert de cinq grilles et orné de ses lambrequins. Fils d'Adrien Foucques et de son épouse Anne Morin, Pierre Foucques (ca 1642-1730), écuyer, seigneur de Beauchamp et du Parc, aussi vicomte de Bernay, fut seigneur et patron de Caorches de 1671 à sa mort ; il apparaît du reste avec cette qualité en l’Armorial général d’Alençon où il fit enregistrer : « de sable, à une grue contournée d’argent sénestrée d’un lion, se regardant l’un l’autre. »[37] D'Anne d'Herbanne († ap. 1769), qu'il avait épousée en 1666 à Paris, Pierre Foucques eut notamment François IV de Foucques de Beauchamp (ca 1674-1744), écuyer, seigneur de Beauchamp, capitaine au régiment de Piémont-cavalerie en 1703, pensionnaire du Roi, seigneur et patron et seigneur haut-justicier de Caorches en 1730, qui épousa lui-même en 1704 Anne Élisabeth Thérèse Fenel (1680-ap. 1741), fille de maître Guillaume Fenel († av. 1683), seigneur de Tiercy, avocat au parlement de Paris, bourgeois de cette ville, bailli et lieutenant général et particulier au bailliage et gruerie du marquisat d’Isle en Champagne, maître réformateur et lieutenant général et particulier des Eaux-et-Forêts du duché et pairie d’Isles, et de son épouse dame Claude Berson. Fils des précédents, Jean-André de Fouques (1708-...) fut lui-même chevalier, seigneur de Beauchamp, seigneur et patron haut-justicier et gruyer de Saint-Martin de Caorches. C’est en cette qualité qu’il fut parrain en 1761 d’une cloche de l’église Saint-Martin de ce lieu, nommée Françoise-Angélique et refondue en 1866. Il avait épousé en 1737 à Bernay Marie Anne Dorothée de Mannoury (1720-1800), fille de maître Jacques de Mannoury (ca 1663-1731), écuyer, sieur de Frocourt, conseiller et procureur du Roi en l’Élection de Bernay, et de son épouse dame Marie-Françoise Aupoix (1690-ap. 1737). C’est Jean-André de Foucques et Marie Anne Dorothée de Mannoury qui, au cours de la seconde moitié du XVIIIe siècle, firent remanier le domaine de Caorches, sans altération majeure. D’abord, les fenêtres du corps-de-logis principal furent agrandies et ses appartements modernisés. Dans le même temps, la façade Sud fut convertie en façade principale, grâce au percement d’une allée rejoignant la route de Bernay à Orbec et à l’adjonction d’une grille d’entrée monumentale sur le tracé de l’enceinte de l’ancienne cour seigneuriale, côté Sud. Enfin, au Nord, au bord du chemin menant à l’église paroissiale, le domaine fut augmenté d’une ferme aujourd’hui en ruines. Finalement, après avoir été plus d'un siècle aux mains des Foucques, le château de Caorches passa par alliances aux Pinchon vers 1800, puis aux Dunoyer vers 1816. Après avoir appartenu aux Méry de Bellegarde jusqu’en 1962, puis à leurs descendants les Pollet, il a été vendu vers 2022[38] ;
- Trois fermes : deux du XVIIe siècle au lieu-dit "L'Éveillerie"[39],[40] et une du XIXe siècle au lieu-dit "Le Catelier"[41].

Par ailleurs, un camp (gaulois par hypothèse), aujourd'hui détruit, est également inscrit à cet inventaire.

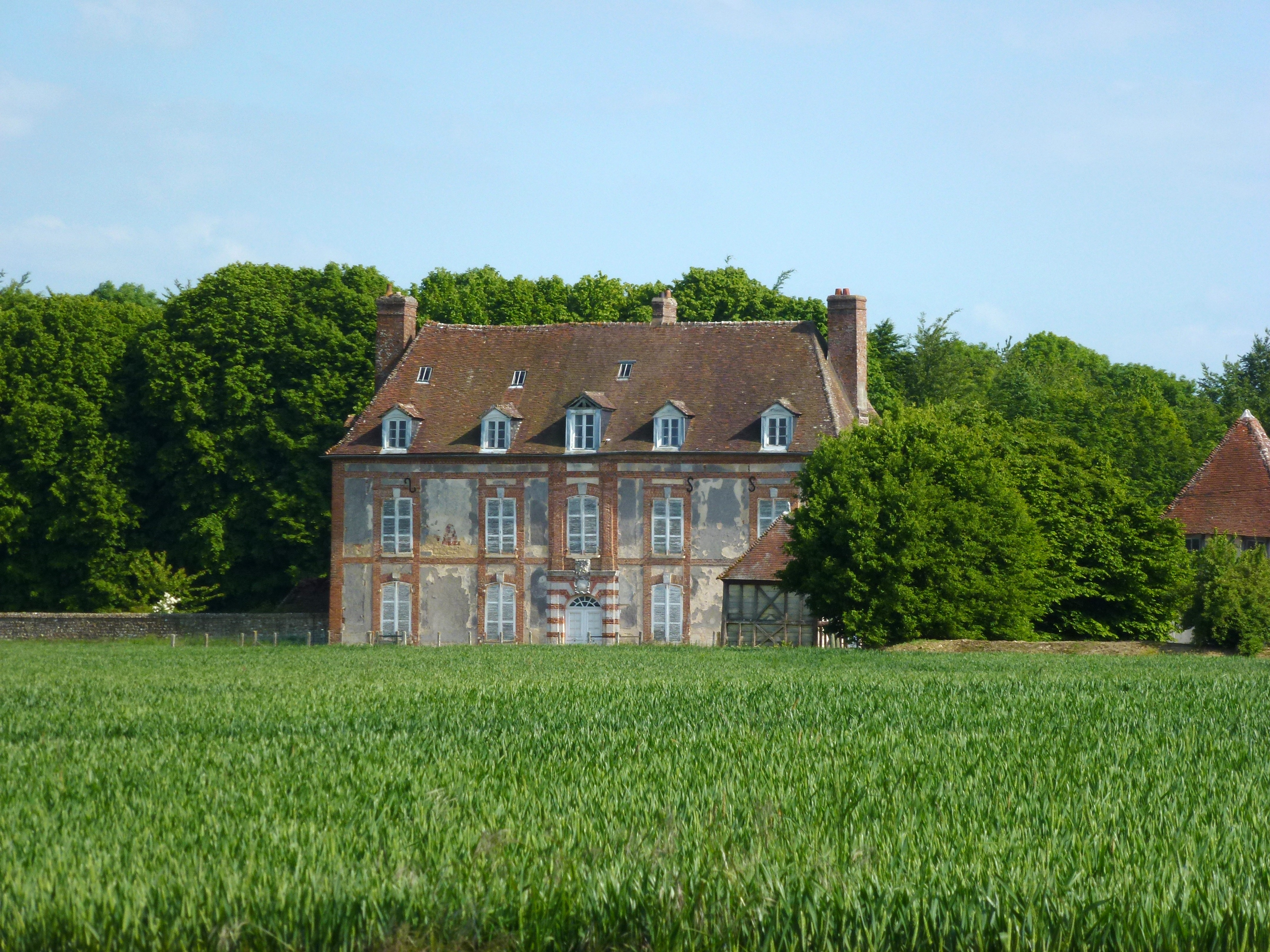
Le château.
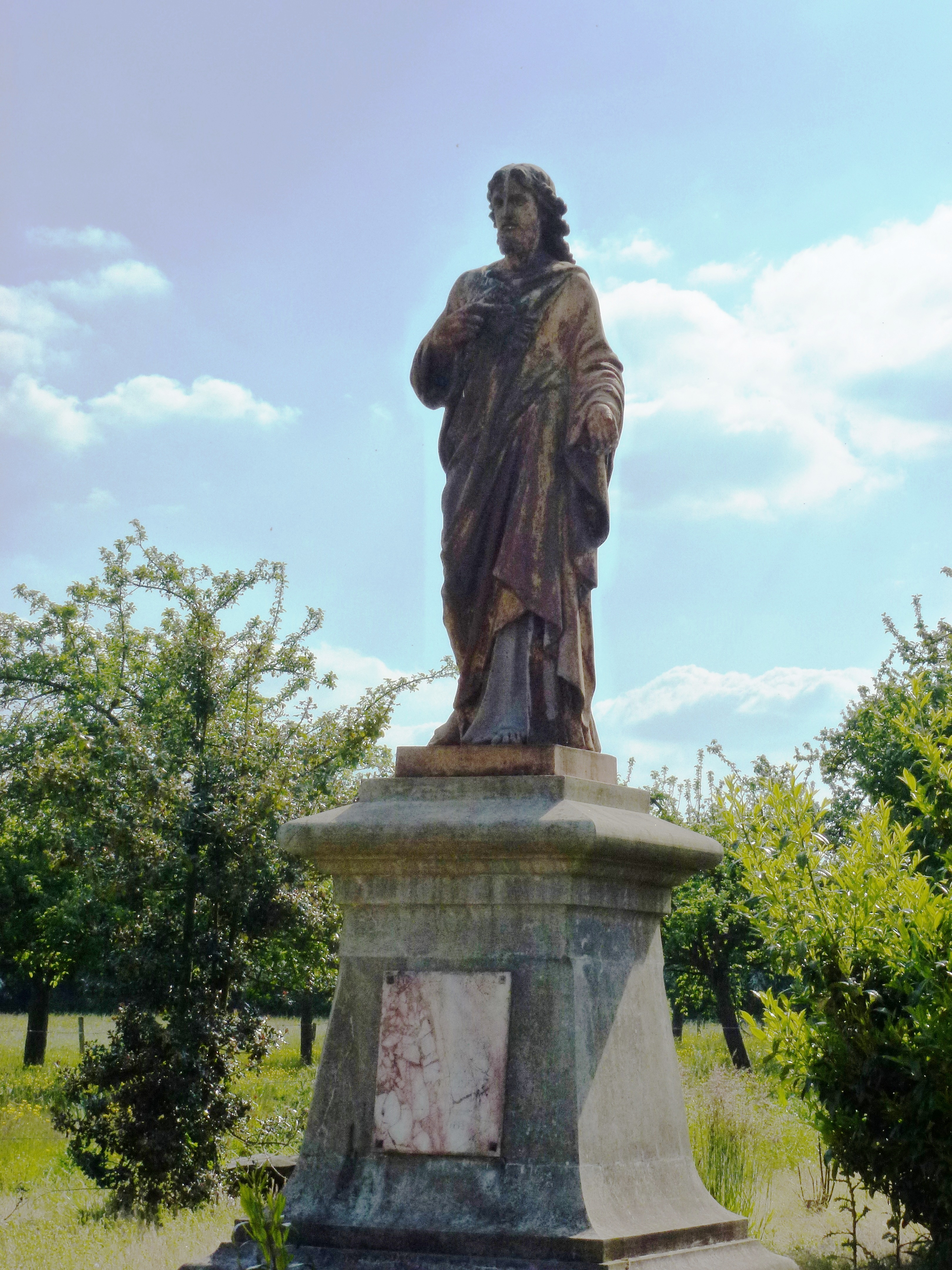
Statue Sacré-Cœur.
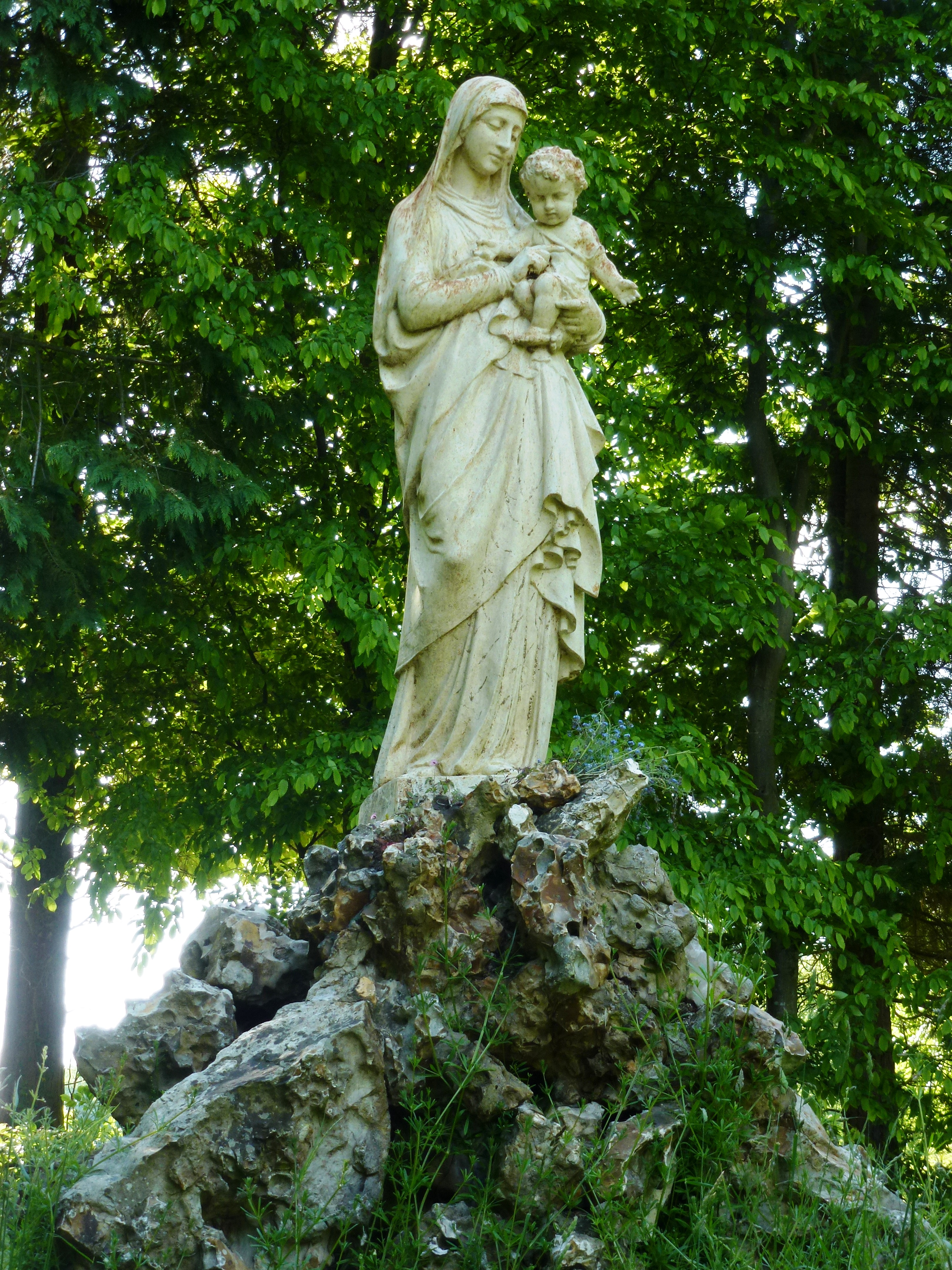
Statue Vierge et Enfant.

### Personnalités liées à la commune
- Gaston Lenôtre y est né le 28 mai 1920 au hameau de la Houllière sur l'ancienne commune de Saint-Nicolas-du-Bosc-l'Abbé[43].